# 馬尾三
马尾三（δ Cen/半人馬座δ）是南天星座半人马座的恒星。视星等2.57，很容易用肉眼看见。基于视差测量，该星距离地球大约410光年。

## 特性
马尾三是一个壳层星，有因为快速自转抛出的气体盘而产生的明显光谱。它也是个变星，亮度在2.51至2.65间变化，是个仙后座γ型变星。该星的表面温度超过22,000K，散发出蓝白色的光芒。它的半径是太阳的7.3倍，有10.5太阳质量。
该星的恒星分类为B2Ⅴne，亮度分类Ⅴ代表它是一个主序星。该星自转快速，‘n’表示产生的多普勒效应让光谱呈现出宽的吸收线。后缀‘e’表示它是个典型的Be星，这种炽热的恒星还没演化成超巨星，被星周气体包围着。这个气体造成了光谱的红外线超量和发射线。这些气体大部分集中在赤道附近，形成一个盘。
推测它是双星系统可以解释该星的一些变化。这个建议的伴星有4-7太阳质量，轨道周期至少4.6年，最小分离6.9天文单位。马尾三和邻近的HD 105382和HD 105383有相同的自行，所以它们可能是一个小的星团或是三星系统。它是距离太阳最近的OB星协天蝎-半人马星协的下半人马-南十字次分群的成员。